# Linea di successione al trono d'Italia

Lo stemma della monarchia italiana

La linea di successione al trono d'Italia è la gerarchia di Casa Savoia per la trasmissione del titolo di re d'Italia.

## Le leggi dinastiche
La successione dinastica in Casa Savoia, strettamente interconnessa alla normativa sui matrimoni principeschi, è regolamentata da una serie di norme originate agli albori della dinastia, tramandate oralmente almeno dall'anno 1000, codificate per iscritto a partire dal 1780 e mai abrogate, contenute in una pluralità di atti.
Regno di Sardegna
- Le regie lettere patenti del 13 settembre 1780, emanate da Vittorio Amedeo III:

Art. 1. Non sarà lecito a Principi del Sangue contrarre matrimonio senza prima ottenere il permesso Nostro o dei reali nostri successori, e mancando alcuni di essi a questo indispensabile dovere soggiacerà a quei provvedimenti, che da Noi o da reali successori, si stimeranno adatti al caso.
Art. 2. Se nell'inadempimento di questa obbligazione si aggiungesse la qualità di matrimonio contratto con persona di condizione e stato inferiore, tanto i contraenti che i discendenti da tale matrimonio si intenderanno senz'altro decaduti dal possesso dei beni e dei diritti provenienti dalla Corona e dalla ragione di succedere nei medesimi, come pure da ogni onorificenza e prerogativa della Famiglia.
Art. 3. Quando però il riflesso di qualche singolare circostanza determinasse Noi, od i reali nostri successori, a lasciare che si contragga matrimonio disuguale, riserviamo in tale caso alla sovrana autorità di prescrivere per gli effetti di esso le condizioni, e cautele, che dovranno osservarsi.
- Il regio editto del 16 luglio 1782, anch'esso emanato da Vittorio Amedeo III:

Art. 10. I maritaggi dei Principi della nostra Casa, interessando essenzialmente il decoro della Corona ed il bene dello Stato, non potranno perciò contrarsi senza la permissione Nostra, o dei Reali successori, e mancando alcuni di essi Principi a questo indispensabile dovere, soggiacerà a quei provvedimenti, che all'occorrenza dei casi, sì da Noi, che dà Reali successori verranno ordinati, anche a tenore delle Patenti Nostre del 13 settembre 1780, con riserva pure di accompagnare le permissioni con le condizioni che si giudicheranno proprie e convenienti.
- Lo Statuto Albertino del 4 marzo 1848:

Art. 2. Lo Stato è retto da un Governo Monarchico Rappresentativo. Il Trono è ereditario secondo la legge salica.
Regno d'Italia
I criteri fondamentali relativi ai matrimoni vennero recepiti dalle due edizioni del Codice Civile:
- Il Codice Civile del 2 aprile 1865:

Art. 69. Per la validità dei matrimoni dei Principi e delle Principesse Reali è richiesto l'assenso del Re.
Art. 81. Il consenso degli ascendenti, qualora non sia dato personalmente davanti l'uffiziale civile, deve constare da atto autentico, il quale contenga la precisa indicazione tanto dello sposo al quale si dà il consenso, quanto dell'altro.
- Il Codice Civile del 16 marzo 1942:

 Art. 92. Per la validità dei matrimoni dei Principi e delle Principesse Reali è richiesto l'assenso del Re Imperatore.

## Analisi

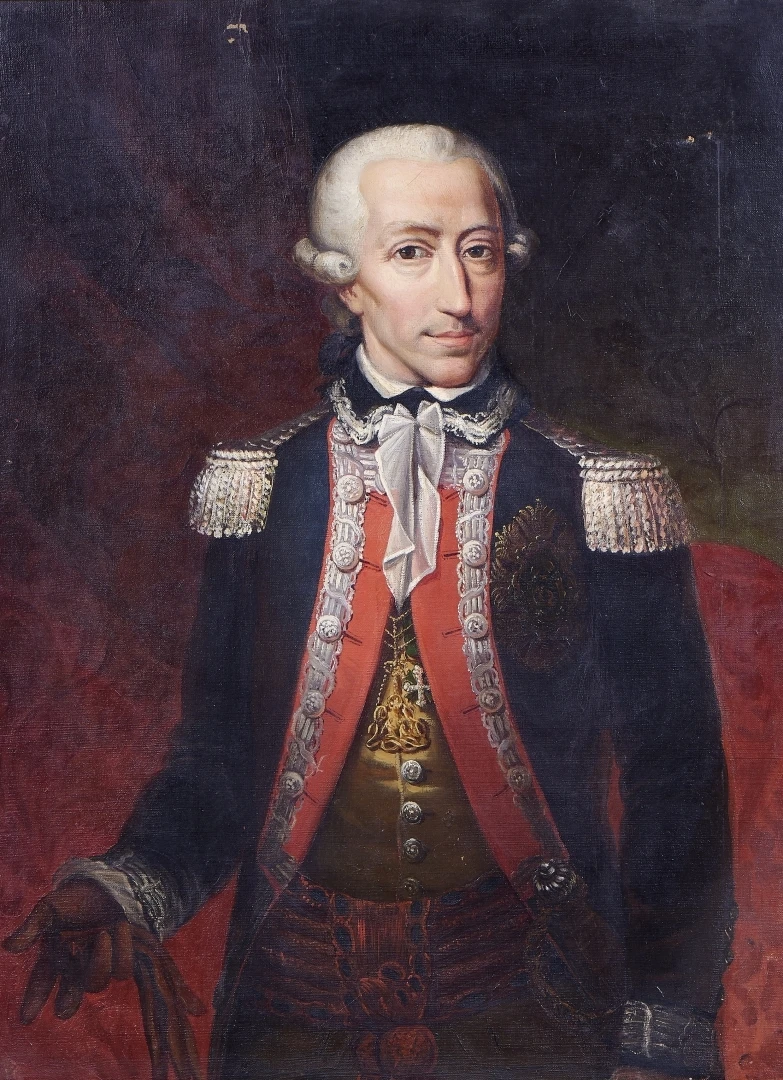
Vittorio Amedeo III di Savoia

I matrimoni dei principi di Casa Savoia avvengono rigorosamente fra pari: questo uso, insieme al diritto di primogenitura e all'esclusione delle linee femminili, è attestato sin dalla fondazione della dinastia, ai tempi di Umberto Biancamano, e già dall'anno 1000 l'erede al trono era tale solo se aveva contratto un matrimonio di pari rango con il preventivo assenso da parte del Capo della Casa. Tale peculiarità, vera e propria consuetudine tramandata oralmente e osservata con rigore durante i secoli successivi, aveva lo scopo di evitare che soggetti potenzialmente destabilizzanti per la Corona o per lo Stato potessero entrare a far parte della famiglia. Nel XVIII secolo, quando molte dinastie, per evitare dispute, iniziarono a trascrivere gli usi tramandati in maniera orale che definivano i doveri dei principi, il re di Sardegna Vittorio Amedeo III codificò per iscritto le tradizioni che regolavano la successione in Casa Savoia nelle regie lettere patenti del 13 settembre 1780. Conformemente a molte famiglie reali europee (come, ad esempio, quella belga, quella danese, quella olandese o quella spagnola), anche in Casa Savoia il principe che sta per sposarsi deve obbligatoriamente ricevere l'assenso al matrimonio dal Capo della Casa, pena la perdita di tutti i diritti di successione.
L'art. 1 delle regie lettere patenti del 1780 prevede che, nel caso venga celebrato un matrimonio fra principi senza la preventiva autorizzazione da parte del Capo della Casa, quest'ultimo potrà decidere caso per caso le sanzioni da comminare. L'art. 2, invece, descrive una fattispecie particolare e più grave: quella che, oltre all'assenza della preventiva autorizzazione da parte del Capo della Casa, si aggiunga la circostanza di matrimonio diseguale (ad esempio un principe che sposa una borghese, o un membro della piccola nobiltà). In questo caso, sempre secondo l'art. 2, è prevista la decadenza automatica del principe contraente matrimonio e l'esclusione da qualsiasi titolo e diritto di successione per sé e per la sua discendenza. Infine, l'art. 3 prevede la possibilità che un principe contragga matrimonio diseguale, ma sempre previo obbligatorio assenso da parte del Capo della Casa. Quest'ultimo potrà allora, con atto scritto, dichiarare il matrimonio dinastico o morganatico: nel primo caso il principe contraente matrimonio manterrà i propri titoli e diritti e li trasmetterà alla moglie e all'eventuale discendenza (come nel caso delle nozze fra il duca di Genova Ferdinando di Savoia con Maria Luisa Alliaga Gandolfi dei conti di Ricaldone, che divenne duchessa di Genova), mentre nel secondo caso il principe contraente matrimonio manterrà i propri titoli e diritti, ma non li trasmetterà né alla moglie, né all'eventuale discendenza (come nel caso delle nozze fra Eugenio Emanuele di Savoia-Villafranca con Felicita Crosio, che non assunse alcun titolo dal marito).
La decadenza di un principe che si sposa senza regio assenso e la sua esclusione dalla linea di successione sono automatiche e non necessitano di alcun ulteriore atto da parte del Capo della Casa, come previsto dall'art. 2 (« [...] si intenderanno senz'altro decaduti...»). Il principe decaduto non può appellarsi e contro tale situazione «non è ammesso reclamo ad alcuna autorità». Il successore al trono viene sempre identificato dalle leggi di successione dinastica, e mai per via arbitraria o testamentaria: «i poteri del nuovo Re non derivano dal precedente, ma direttamente dalla costituzione». Lo Statuto Albertino, adottato nel 1848, non si sofferma sulle leggi di successione e rinvia alle disposizioni precedenti, dando solo, a differenza di altre costituzioni coeve, indicazioni di massima in merito alla successione. L'art. 2 dello Statuto recita infatti: «Lo Stato è retto da un Governo Monarchico Rappresentativo. Il Trono è ereditario secondo la legge salica», precisando quindi che le donne sono escluse dalla linea di successione. Lo Statuto Albertino ha abrogato le precedenti disposizioni contrarie a esso secondo la lettura dell'art. 81 («Ogni legge contraria al presente Statuto è abrogata») ma, sulla base della dottrina prevalente nel periodo monarchico, le norme dinastiche contenute nelle regie lettere patenti del 1780 e nel regio editto del 1782 non sono contrarie allo Statuto dal momento che anch'esse prevedono la legge salica, precisandone i criteri di applicazione attraverso la normativa sui matrimoni principeschi.
Di nuovo, a conferma della validità delle disposizioni settecentesche, gli articoli inseriti nel Codice Civile del 1865 e nel Codice Civile del 1942, che prescrivono l'obbligatorietà del regio assenso prima delle nozze: « [...] non si possono considerare come legittimi discendenti per la successione al trono se non i figli nati da matrimonio considerato legittimo secondo i princìpi del nostro diritto pubblico. Perché a tali effetti il matrimonio sia legittimo occorre: I) che sia stato fatto con l'assenso del Re conformemente alla disposizione dell'art. 69 del Codice Civile; II) che non sia stato contratto con persona di condizione inferiore, cioè non appartenente alla categoria dei prìncipi di famiglie regnanti o ex regnanti. Ciò in forza della reale patente del 13 settembre 1780 e del reale biglietto del 28 ottobre del medesimo anno. Queste disposizioni continuano a essere in vigore, non essendo state abrogate da leggi o da decreti successivi».
La legge n. 2693 del 9 dicembre 1928, che istituiva il Gran consiglio del fascismo, all'articolo 12 stabiliva che esso aveva facoltà, fra le varie cose, di pronunciarsi in materia di successione al trono. Tuttavia dal 1928 al 1943, anno di abolizione della legge suddetta e dello stesso Gran consiglio, non venne presentata alcuna proposta riguardante modifiche sui criteri di successione. Il principio dell'assenso preventivo non venne ritenuto contrario neanche alla Costituzione della Repubblica Italiana del 1948, dal momento che rimase sotto il profilo dell'assenso del presidente della Repubblica per i militari di alto rango e per i diplomatici di carriera, cioè per quei soggetti che, come un tempo i membri della famiglia reale, rappresentano con le loro funzioni l'immagine pubblica dello Stato.
In sintesi la successione in Casa Savoia, secondo l'interpretazione delle leggi suddette, segue:
- La legge salica, che comporta l'esclusione delle donne dalla successione.
- L'ordine di primogenitura.
- Il principio di parità delle nozze, eccezionalmente derogabile.
- Il principio del regio assenso alle nozze da parte del Capo della Casa, non derogabile.

| Caso                                                                                                  | Conseguenze |
| --- | --- |
| Un principe, con il preventivo assenso del Capo della Casa, sposa una principessa                     | Il matrimonio è dinastico: il principe manterrà i propri titoli e diritti di successione, la principessa assumerà i titoli del marito, i futuri figli erediteranno i titoli del principe e saranno inclusi nella linea di successione al trono |
| Un principe, con il preventivo assenso del Capo della Casa, sposa una donna di condizione inferiore   | Il Capo della Casa deciderà se dichiarare il matrimonio dinastico o morganatico. Se dinastico, il principe manterrà i propri titoli e diritti di successione e la sposa assumerà i titoli del marito. I futuri figli erediteranno i titoli del principe e saranno inclusi nella linea di successione al trono. Se morganatico, il principe manterrà i propri titoli e diritti di successione, ma la sposa non assumerà i titoli del marito. I futuri figli non erediteranno i titoli del principe e non saranno inclusi nella linea di successione al trono |
| Un principe, senza il preventivo assenso del Capo della Casa, sposa una principessa                   | Il Capo della Casa deciderà, caso per caso, le sanzioni da comminare |
| Un principe, senza il preventivo assenso del Capo della Casa, sposa una donna di condizione inferiore | Il principe perde immediatamente tutti i propri titoli e diritti di successione. La moglie non assumerà alcun titolo dal principe. I futuri figli non erediteranno alcun titolo dal principe e non saranno inclusi nella linea di successione al trono |

### Linea di successione al giugno 1946
La linea di successione al trono, al momento della cessazione dell'istituto monarchico in Italia, era la seguente:
|                                        |                                        |                                      |                                      |                                      |                                     |                                      |                                 |                                 |                             |                               |                               |                             |                          |                          |
|                                        |                                        |                                      |                                      |                                      |                                     | † Carlo Alberto XXIII Re di Sardegna |                                 |                                 |                             |                               |                               |                             |                          |                          |
|                                        |                                        |                                      |                                      |                                      |                                     |                                      |                                 |                                 |                             |                               |                               |                             |                          |                          |
|                                        |                                        |                                      |                                      |                                      |                                     |                                      |                                 |                                 |                             |                               |                               |                             |                          |                          |
|                                        |                                        | † Vittorio Emanuele II I Re d'Italia | † Vittorio Emanuele II I Re d'Italia |                                      |                                     |                                      |                                 |                                 |                             | † Ferdinando I duca di Genova | † Ferdinando I duca di Genova |                             |                          |                          |
|                                        |                                        |                                      |                                      |                                      |                                     |                                      |                                 |                                 |                             |                               |                               |                             |                          |                          |
|                                        |                                        |                                      |                                      |                                      |                                     |                                      |                                 |                                 |                             |                               |                               |                             |                          |                          |
| † Umberto I II Re d'Italia             | † Umberto I II Re d'Italia             |                                      |                                      | † Amedeo I duca d'Aosta              | † Amedeo I duca d'Aosta             |                                      |                                 |                                 |                             | † Tommaso II duca di Genova   | † Tommaso II duca di Genova   |                             |                          |                          |
|                                        |                                        |                                      |                                      |                                      |                                     |                                      |                                 |                                 |                             |                               |                               |                             |                          |                          |
|                                        |                                        |                                      |                                      |                                      |                                     |                                      |                                 |                                 |                             |                               |                               |                             |                          |                          |
| Vittorio Emanuele III III Re d'Italia  | Vittorio Emanuele III III Re d'Italia  |                                      | † Emanuele Filiberto II duca d'Aosta | † Emanuele Filiberto II duca d'Aosta | 4 Vittorio Emanuele Conte di Torino | 4 Vittorio Emanuele Conte di Torino  | 5 Ferdinando III duca di Genova | 5 Ferdinando III duca di Genova | 6 Filiberto Duca di Pistoia | 6 Filiberto Duca di Pistoia   | 7 Adalberto Duca di Bergamo   | 7 Adalberto Duca di Bergamo | 8 Eugenio Duca di Ancona | 8 Eugenio Duca di Ancona |
|                                        |                                        |                                      |                                      |                                      |                                     |                                      |                                 |                                 |                             |                               |                               |                             |                          |                          |
|                                        |                                        |                                      |                                      |                                      |                                     |                                      |                                 |                                 |                             |                               |                               |                             |                          |                          |
| Umberto II IV Re d'Italia              | Umberto II IV Re d'Italia              | † Amedeo III duca d'Aosta            | † Amedeo III duca d'Aosta            | 2 Aimone IV duca d'Aosta             | 2 Aimone IV duca d'Aosta            |                                      |                                 |                                 |                             |                               |                               |                             |                          |                          |
|                                        |                                        |                                      |                                      |                                      |                                     |                                      |                                 |                                 |                             |                               |                               |                             |                          |                          |
|                                        |                                        |                                      |                                      |                                      |                                     |                                      |                                 |                                 |                             |                               |                               |                             |                          |                          |
| 1 Vittorio Emanuele Principe di Napoli | 1 Vittorio Emanuele Principe di Napoli |                                      |                                      | 3 Amedeo Duca delle Puglie           | 3 Amedeo Duca delle Puglie          |                                      |                                 |                                 |                             |                               |                               |                             |                          |                          |

## Dopo la caduta della monarchia
A seguito del matrimonio non autorizzato da Umberto II fra suo figlio Vittorio Emanuele e Marina Doria, l'attribuzione del titolo di Capo di Casa Savoia e le prerogative ad esso spettanti (il gran magistero degli ordini dinastici sabaudi e il titolo di duca di Savoia) sono oggi fonte di controversia fra Emanuele Filiberto di Savoia, figlio di Vittorio Emanuele, e suo cugino Aimone di Savoia-Aosta.